# اقیانوس طوفان‌ها

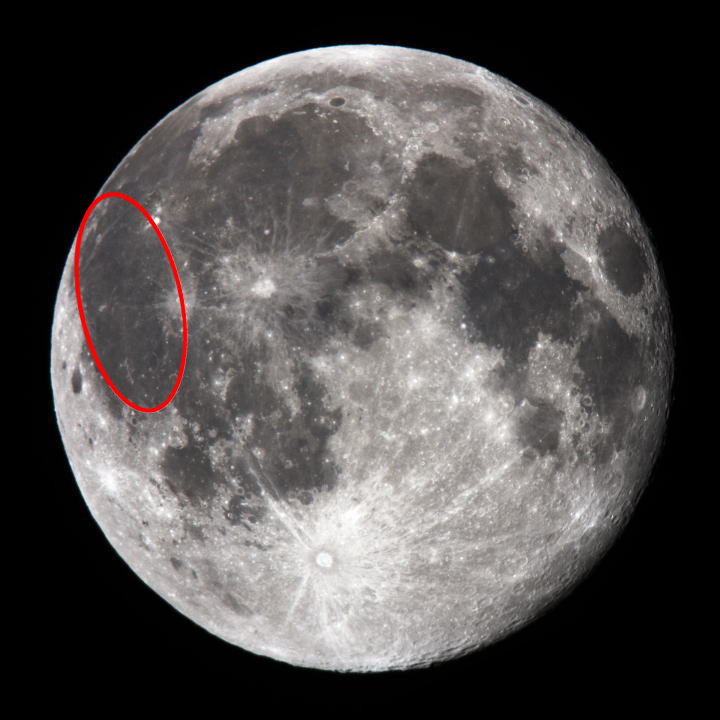
محل اقیانوس توفان‌ها در کرهٔ ماه.

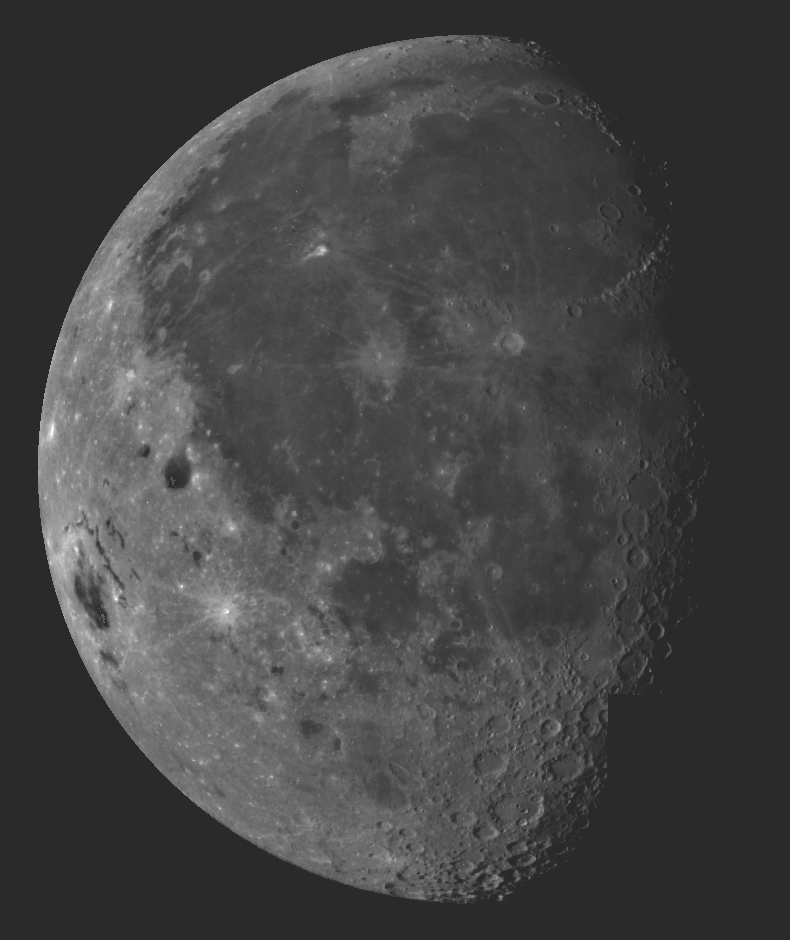
اقیانوس توفان‌ها سطح تیره‌رنگ بزرگی است که در میانه و بالای تصویر قرار دارد. در قسمت بالا سمت راست دریاواره بزرگی دیده می‌شود به نام دریای رگبارها، در پایین دریاواره گِرد کوچکی قرار دارد که دریای نمناکی نامیده می‌شود.

اقیانوس توفان‌ها (به لاتین: Oceanus Procellarum) نام دشت بازالتی بسیار بزرگی است بر روی سطح کره ماه.
این اقیانوس‌وار در کناره غربی نیمهٔ رو به زمین کره ماه قرار گرفته.
نام توفان‌ها را برای این پهنه برگزیده‌اند زیرا در قدیم این خرافات وجود داشته که با ظاهر شدن این بخش از ماه که در زمان یک‌چهارم دوم است، آب‌های روی زمین متلاطم و توفانی می‌شوند.
اقیانوس توفان‌ها بزرگ‌ترین آبگیروار سطح ماه است که در راستای محور شمال-جنوب ۲۵۰۰ کیلومتر درازا دارد. مساحت این اقیانوس‌وار حدود ۴ میلیون کیلومتر مربع است.
این کویر بزرگ نیز مانند دیگر آبگیرواره‌های کره ماه در نتیجه سیل‌های بازالتی بسیار قدیمی شکل گرفته. این بازالت‌ها که توسط انفجارهای آتشفشانی بر روی سطح ماه پخش شده‌اند بخش‌های زیادی از سطح این کره را با لایه‌ای از تفتال‌های سنگ‌شده صاف و ضخیمی پوشانده‌است.
فضاپیماهای رباتی لونا ۹، لونا ۱۳، سوروایور ۱ و سوروایور ۳ در اقیانوس توفان‌ها فرود آمده‌اند.
فضاپیمای سرنشین‌دار آپولو ۱۲ نیز که پیت کونراد و الن بین را با خود داشت در این اقیانوس‌وار فرود آمد.
در کناره شمالی اقیانوس توفان‌ها، خلیج ژاله واقع شده‌است.